# منطقه حفاظت‌شده سیاه‌رود رودبار
منطقهٔ حفاظت‌شدهٔ سیاه‌رود رودبار یک منطقهٔ حفاظت‌شده با مساحت ۲۸۳۵۲ هکتار است که در استان گیلان در ایران قرار دارد. این منطقهٔ حفاظت‌شده طبق مصوبهٔ شمارهٔ ۷۳۴ در تاریخ ۹۶/۱۲/۰۲ در فهرست مناطق تحت حفاظت سازمان محیط زیست ایران قرار گرفت.